# Oskar Fredriksen
Oskar Fredriksen (ur. 9 lutego 1909 w Lunner, zm. 19 czerwca 1991 w Oslo) − były norweski biegacz narciarski, złoty medalista mistrzostw świata.

## Kariera
W 1937 roku wystartował na mistrzostwach świata w Chamonix. Osiągnął tam największy sukces w swojej karierze wspólnie z Annarem Ryenem, Sigurdem Røenem i Larsem Bergendahlem zdobywając złoty medal w sztafecie 4x10 km. Startował także na mistrzostwach świata w Lahti w 1938 roku zajmując 40. miejsce w biegu na 18 km oraz 43. miejsce na dystansie 50 km stylem klasycznym.

## Osiągnięcia

### Mistrzostwa świata
| Miejsce | Dzień     | Rok  | Miejscowość | Konkurencja          | Czas biegu | Strata     | Zwycięzca      |
| ------- | --------- | ---- | ----------- | -------------------- | ---------- | ---------- | -------------- |
| 1.      | 18 lutego | 1937 | Chamonix    | Sztafeta 4x10 km     | 3:06.07 h  | -          | -              |
| 40.     | 25 lutego | 1938 | Lahti       | 18 stylem klasycznym | 1:09:37 h  | +5:16 min  | Pauli Pitkänen |
| 43.     | 27 lutego | 1938 | Lahti       | 50 stylem klasycznym | 4:06:09 h  | +34:25 min | Kalle Jalkanen |